# Tarn Taran (Distrikt)
Der Distrikt Tarn Taran (Panjabi ਤਰਨ ਤਾਰਨ ਜ਼ਿਲ੍ਹਾ) ist ein Distrikt im nordindischen Bundesstaat Punjab. Verwaltungssitz ist die Stadt Tarn Taran Sahib.

## Geschichte
Der Distrikt Tarn Taran entstand 2006 aus Teilen des Distrikt Amritsar.

## Bevölkerung
Die Einwohnerzahl lag beim Zensus 2011 bei 1.119.627 (2011). Die Bevölkerungswachstumsrate im Zeitraum von 2001 bis 2011 betrug 19,23 %. Tarn Taran hatte ein Geschlechterverhältnis von 900 Frauen pro 1000 Männer und damit einen für Indien häufigen Männerüberschuss. Der Distrikt hatte eine Alphabetisierungsrate von 67,8 %. 93,3 % waren Sikhs, 5,4 % Hindus und 1,2 % Sonstige oder gaben keine Religionszugehörigkeit an.
Der Distrikt ist stark ländlich geprägt. Nur knapp 12,7 % der Bevölkerung lebten 2011 in Städten.

## Wirtschaft
Die Hauptbeschäftigung in diesem Distrikt ist die Landwirtschaft und die Agrarindustrie mit wenigen anderen Industrien.